# Pallacanestro Cantù 1977-1978
Questa voce raccoglie le informazioni riguardanti la Pallacanestro Cantù nelle competizioni ufficiali della stagione 1977-1978.

## Stagione
La stagione 1977-1978 della Pallacanestro Cantù, sponsorizzata Gabetti, è la 23ª nel massimo campionato italiano di pallacanestro, la Serie A1.
Dopo sette anni di successi (3 Coppe Korać, 1 Coppa delle Coppe, 1 Coppa Intercontinentale e 1 scudetto) la Pallacanestro Cantù e Forst si separarono dopo che i molteplici successi avevano esaurito il percorso mediatico del marchio.
All'inizio della nuova stagione la Federazione aprì le frontiere ad un secondo giocatore straniero, così Bob Lienhard poté tornare a giocare anche in campionato. Peraltro Lienhard divenne cittadino italiano nel 1978.
La stagione andò per il meglio dopo che Cantù riuscì a raggiungere la semifinale di Coppa delle Coppe contro il Barcellona e dopo essere arrivata seconda in stagione regolare a causa della sconfitta all'ultima giornata contro Varese. La marcia di Cantù continuò raggiungendo la finale europea contro la Sinudyne Bologna e il primato nel girone in campionato. Così il 29 marzo arrivò il momento della finale che inizialmente programmata a Tel Aviv venne spostata a Milano. Il primo tempo venne dominato da Cantù, mentre la ripresa vide la rimonta di Bologna. Si arrivò alla fine sull'82 pari e azione decisiva con palla in mano a Cantù: palla a Carlo Recalcati, finta di tiro e salto di Massimo Antonelli, contatto Antonelli-Recalcati e due tiri liberi per Charlie. Due su due e Coppa delle Coppe che rimase nelle mani di Cantù. Nei playoff del campionato i canturini si ritrovarono ad affrontare la Sinudyne Bologna e proprio come l'anno precedente dovettero arrendersi in gara-3.

## Roster
| N° | Naz.                                       | Ruolo | Sportivo             |  |  |  |  |
| -- | ------------------------------------------ | ----- | -------------------- |  |  |  |  |
| 4  | Italia (bandiera)                          | A     | Denis Innocentin     |  |  |  |  |
| 6  | Italia (bandiera)                          | G     | Carlo Recalcati      |  |  |  |  |
| 7  | Italia (bandiera)                          | A     | Franco Meneghel      |  |  |  |  |
| 8  | Italia (bandiera)                          | AG    | Fabrizio Della Fiori |  |  |  |  |
| 9  | Italia (bandiera)                          | C     | Renzo Tombolato      |  |  |  |  |
| 11 | Italia (bandiera)                          | PG    | Umberto Cappelletti  |  |  |  |  |
| 12 | Stati Uniti (bandiera)                     | AC    | Harthorne Wingo      |  |  |  |  |
| 13 | Stati Uniti (bandiera) · Italia (bandiera) | C     | Bob Lienhard         |  |  |  |  |
| 14 | Italia (bandiera)                          | P     | Pierluigi Marzorati  |  |  |  |  |
| 15 | Italia (bandiera)                          | G     | Giuseppe Gergati     |  |  |  |  |
| 16 | Italia (bandiera)                          | G     | Davide Bertazzini    |  |  |  |  |
| -  | Italia (bandiera)                          | AC    | Fausto Bargna        |  |  |  |  |
| -  | Italia (bandiera)                          | G     | Antonello Riva       |  |  |  |  |
| -  | Italia (bandiera)                          | A     | Fabio Brambilla      |  |  |  |  |
|    | Italia (bandiera)                          | ALL.  | Arnaldo Taurisano    |  |  |  |  |

## Mercato
| Acquisti | Acquisti         | Acquisti    | Acquisti   |
| R.       | Nome             | da          | Modalità   |
| -------- | ---------------- | ----------- | ---------- |
| G        | Giuseppe Gergati | Milano 1958 | definitivo |

| Cessioni | Cessioni        | Cessioni       | Cessioni       |
| R.       | Nome            | a              | Modalità       |
| -------- | --------------- | -------------- | -------------- |
| P        | Giorgio Cattini | Basket Brescia | fine contratto |

## Risultati
| Coppa delle Coppe 1977-1978 |
| --------------------------- |
| Gabetti Cantù2º titolo      |